# Metacritic
Метакритик (енгл. Metacritic) веб-сајт је који представља агрегатор рецензија медијских производа: музичких албума, видео-игара, филмова, ТВ програма, претходно и књига. Метакритик су направили Џејсон Диц, Марк Дојл и Џули Дојл, 1999. године.
За сваки производ, оцене од сваке рецензије се узимају као просечне (в. en:weighted average). Сајт пружа извадак из сваке рецензије и хиперлинкове до извора. Боје зелена, жута и црвена сумаризују критичке препоруке. Сајт је описан као „премијерни” агрегатор рецензија у индустрији видео-игара.
Оцењивање на Метакритику претвара сваку рецензију у проценат, или математички из дате оцене или преко субјективног квалитативног прегледа сајта. Пре узимања средње вредности, оцене се одмеравају према популарности критичара, расту и обиму рецензија.